# Queen + Adam Lambert
Queen + Adam Lambert é uma banda britânica de rock, formado por Brian May e Roger Taylor, integrantes do Queen juntamente com o cantor Adam Lambert. A parceria foi firmada após o fim do Queen + Paul Rodgers em 2009, quando Brian e Roger participaram do reality show American Idol e Adam era um dos concorrentes.
Os demais integrantes do Queen não estão envolvidos no projeto. O baixista John Deacon, afastado da vida pública desde o fim dos anos 1990 se recusou a participar do supergrupo, enquanto o pianista e vocalista Freddie Mercury morreu de pneumonia, agravada pela AIDS, em 1991. Juntamente com o tecladista Spike Edney, o percussionista Rufus Tiger Taylor, filho de Roger Taylor, e o baixista Neil Fairclough, o supergrupo se apresenta desde 2011. Em 2014, o grupo lançou o álbum "Live in Japan" tocando no evento "Summer Sonic". Anos depois, em Outubro de 2020, eles lançaram seu disco ao vivo com apresentações internacionais, chamado "Live Around the World".
A parceria Queen + Adam Lambert atraiu mais controvérsias que a Queen + Paul Rodgers e dividiu opiniões do público, no entanto, Brian May e Roger Taylor declararam que trabalhar com Lambert trouxe resultados mais positivos do que com Paul Rodgers.

## Origem
Brian May, Roger Taylor, e Adam Lambert se apresentaram juntos pela primeira vez em 2009, quando dois membros do Queen, Brian May e Roger Taylor, apareceram como convidados na oitava temporada do American Idol em que Adam Lambert era um concorrente. Nesta performance, Lambert e o eventual vencedor, Kris Allen, cantaram "We Are the Champions", juntamente com a banda e os outros integrantes que foram eliminados durante o programa. Logo após o final, Brian May insinuou à revista Rolling Stone que ele estava considerando Lambert como um frontman para um supergrupo a partir do Queen. May revelou mais tarde que ele ficou interessado em Lambert como um substituto para Paul Rodgers depois de assistir a um vídeo de audição de Lambert para American Idol, onde ele cantou "Bohemian Rhapsody".
Em novembro de 2011, Adam Lambert se juntou a Brian e Roger para uma performance especial no MTV Europe Awards em Belfast, onde Queen recebeu o prêmio de Ícone Global. Em seguida no mesmo ano, foi relatado que, em dezembro, May e Taylor tinham começado discussões com Lambert para ele se tornasse front-man do Queen em concertos. Em 30 de Junho de 2012, Queen + Adam Lambert fez seu primeiro show completo na Praça da Independência de Kiev para um show conjunto com Elton John no auxílio da Fundação ANTI AIDS de Elena Pinchuk.

## Turnês

### Queen + Adam Lambert Tour 2012
Queen + Adam Lambert Tour 2012 foi uma turnê européia que inaugurou a série de colaborações entre os dois membros ativos da banda de rock britânica Queen e o cantor americano Adam Lambert.
A turnê começou em Junho de 2012 na Praça da Independência de Kiev, um show conjunto com Elton John no auxílio da Fundação ANTI AIDS de Elena Pinchuk . Na sequência do concerto de Kiev, o grupo estava pronto para tocar uma série de datas no festival "UK Sonisphere Festival", porém, o festival foi cancelado. Devido as datas canceladas, o grupo resolveu realizar então três concertos no Hammersmith Apollo de Londres para encerrar a turnê. Todos os shows foram considerados sucessos pela bilheteria esgotada,

#### Datas da turnê
| Data          | Cidade  | País       | Local                |
| Europa        | Europa  | Europa     | Europa               |
| ------------- | ------- | ---------- | -------------------- |
| 30 Junho 2012 | Kiev    | Ucrânia    | Maidan Nezalezhnosti |
| 3 Julho 2012  | Moscou  | Russia     | Olimpiyskiy          |
| 7 Julho 2012  | Wrocław | Polônia    | Stadion Miejski      |
| 11 Julho 2012 | Londres | Inglaterra | Hammersmith Apollo   |
| 12 Julho 2012 | Londres | Inglaterra | Hammersmith Apollo   |
| 14 Julho 2012 | Londres | Inglaterra | Hammersmith Apollo   |

#### Shows cancelados
| Data            | Cidade    | Local               | Situação                      |
| --------------- | --------- | ------------------- | ----------------------------- |
| 7 Julho de 2012 | Stevenage | Sonisphere Festival | Cancelada.                    |
| 30 Junho 2012   | Moscou    | Olimpiyskiy         | Reagendada para 3 Julho 2012. |

### Queen + Adam Lambert Tour 2014-2015
Queen + Adam Lambert Tour 2014-2015 é uma turnê mundial do grupo composto por os dois membros ativos da banda de rock britânica Queen e o cantor americano Adam Lambert. Seguindo em sua turnê 2012 e sua aparição no iHeartRadio Music Festival 2013, a banda anunciou uma turnê da América do Norte de 2014. De acordo com a Pollstar, a turnê da América do Norte e Oceania arrecadou 37 milhões de dólares, classificando-os número 35 no top 100 concertos em todo o mundo em 2014. Na sequência do enorme sucesso de sua turnê norte-americana, a turnê foi ampliada para Austrália, Nova Zelândia e na Ásia, e então a Europa em 2015.

#### Datas da turnê
Lista de shows: data, cidade, país, ingressos vendidos/total e bilheteria
| Data              | Cidade                | País             | Local                                                  | Ingressos vendidos/total | Bilheteria       |
| America do Norte  | America do Norte      | America do Norte | America do Norte                                       | America do Norte         | America do Norte |
| ----------------- | --------------------- | ---------------- | ------------------------------------------------------ | ------------------------ | ---------------- |
| 19 Junho 2014     | Chicago               | Estados Unidos   | United Center                                          | N/A                      | N/A              |
| 21 Junho 2014     | Winnipeg              | Canadá           | MTS Centre                                             | N/A                      | N/A              |
| 23 Junho 2014     | Saskatoon             | Canadá           | Credit Union Centre                                    | N/A                      | N/A              |
| 24 Junho 2014     | Edmonton              | Canadá           | Rexall Place                                           | N/A                      | N/A              |
| 26 Junho 2014     | Calgary               | Canadá           | Scotiabank Saddledome                                  | N/A                      | N/A              |
| 28 Junho 2014     | Vancouver             | Canadá           | Pepsi Live at Rogers Arena                             | N/A                      | N/A              |
| 1 Julho 2014      | San José              | Estados Unidos   | SAP Center at San Jose                                 | N/A                      | N/A              |
| 3 Julho 2014      | Inglewood             | Estados Unidos   | The Forum                                              | 12,613 / 12,613 (100%)   | $1,218,231       |
| 5 Julho 2014      | Las Vegas             | Estados Unidos   | The Joint                                              | 5,388 / 5,388 (100%)     | $890,970         |
| 6 Julho 2014      | Las Vegas             | Estados Unidos   | The Joint                                              | 5,388 / 5,388 (100%)     | $890,970         |
| 9 Julho 2014      | Houston               | Estados Unidos   | Toyota Center                                          | N/A                      | N/A              |
| 10 Julho 2014     | Dallas                | Estados Unidos   | American Airlines Center                               | 11,000 / 13,167 (84%)    | $928,240         |
| 12 Julho 2014     | Auburn Hills          | Estados Unidos   | The Palace of Auburn Hills                             | 12,331 / 14,070 (88%)    | $961,050         |
| 13 Julho 2014     | Toronto               | Canadá           | Air Canada Centre                                      | 14,516 / 14,516 (100%)   | $1,209,445       |
| 14 Julho 2014     | Montreal              | Canadá           | Bell Centre                                            | 10,504 / 12,357 (85%)    | $896,483         |
| 16 Julho 2014     | Filadélfia            | Estados Unidos   | Wells Fargo Center                                     | N/A                      | N/A              |
| 17 Julho 2014     | Nova Iorque           | Estados Unidos   | Madison Square Garden                                  | 14,007 / 14,007 (100%)   | $1,249,871       |
| 19 Julho 2014     | Uncasville            | Estados Unidos   | Mohegan Sun Arena                                      | 6,991 / 7,050 (99%)      | $1,340,490       |
| 20 Julho 2014     | Colúmbia              | Estados Unidos   | Merriweather Post Pavilion                             | N/A                      | N/A              |
| 22 Julho 2014     | Boston                | Estados Unidos   | TD Garden                                              | N/A                      | N/A              |
| 23 Julho 2014     | East Rutherford       | Estados Unidos   | Izod Center                                            | N/A                      | N/A              |
| 25 Julho 2014     | Uncasville            | Estados Unidos   | Mohegan Sun Arena                                      | N/A                      | N/A              |
| 26 Julho 2014     | Atlantic City         | Estados Unidos   | Boardwalk Hall                                         | 10,154 / 10,937 (93%)    | $722,743         |
| 28 Julho 2014     | Toronto               | Canadá           | Air Canada Centre                                      | 14,516 / 14,516 (100%)   | $1,209,445       |
| Asia              |                       |                  |                                                        |                          |                  |
| 14 Agosto 2014    | Seul                  | Coréia do Sul    | Jamsil Sports Complex                                  | N/A                      | N/A              |
| 16 Agosto 2014    | Osaka                 | Japão            | Maishima Summer Sonic Osaka Site – Ocean Stage         | N/A                      | N/A              |
| 17 Agosto 2014    | Chiba ("Tóquio")      | Japão            | QVC Marine Field (Chiba Marine Stadium) – Marine Stage | N/A                      | N/A              |
| Oceania           |                       |                  |                                                        |                          |                  |
| 22 Agosto 2014    | Perth                 | Austrália        | Perth Arena                                            | 13,285 / 13,285 (100%)   | $2,008,590       |
| 26 Agosto 2014    | Sydney                | Austrália        | Allphones Arena                                        | 24,773 / 24,773 (100%)   | $3,803,070       |
| 27 Agosto 2014    | Sydney                | Austrália        | Allphones Arena                                        | 24,773 / 24,773 (100%)   | $3,803,070       |
| 29 Agosto 2014    | Melbourne             | Austrália        | Rod Laver Arena                                        | 23,327 / 23,327 (100%)   | $3,568,480       |
| 30 Agosto 2014    | Melbourne             | Austrália        | Rod Laver Arena                                        | 23,327 / 23,327 (100%)   | $3,568,480       |
| 1 Setembro 2014   | Brisbane              | Austrália        | Brisbane Entertainment Centre                          | 9,334 / 9,334 (100%)     | $1,397,860       |
| 3 Setembro 2014   | Auckland              | Nova Zelândia    | Vector Arena                                           | N/A                      | N/A              |
| 4 Setembro 2014   | Auckland              | Nova Zelândia    | Vector Arena                                           | N/A                      | N/A              |
| Europa            |                       |                  |                                                        |                          |                  |
| 13 Janeiro 2015   | Newcastle (upon Tyne) | Inglaterra       | Metro Radio Arena                                      | N/A                      | N/A              |
| 14 Janeiro 2015   | Glasgow               | Escócia          | The SSE Hydro                                          | N/A                      | N/A              |
| 17 Janeiro 2015   | Londres               | Inglaterra       | The O2                                                 | 33,003 / 34,093 (97%)    | $3,300,140       |
| 18 Janeiro 2015   | Londres               | Inglaterra       | The O2                                                 | 33,003 / 34,093 (97%)    | $3,300,140       |
| 20 Janeiro 2015   | Leeds                 | Inglaterra       | First Direct Arena                                     | N/A                      | N/A              |
| 21 Janeiro 2015   | Manchester            | Inglaterra       | Manchester Arena                                       | 15,607 / 15,892 (98%)    | $1,568,870       |
| 23 Janeiro 2015   | Birmingham            | Inglaterra       | Barclaycard Arena                                      | N/A                      | N/A              |
| 24 Janeiro 2015   | Nottingham            | Inglaterra       | Capital FM Arena Nottingham                            | N/A                      | N/A              |
| 26 Janeiro 2015   | Paris                 | França           | Zénith de Paris                                        | N/A                      | N/A              |
| 29 Janeiro 2015   | Colônia               | Alemanha         | Lanxess Arena                                          | N/A                      | N/A              |
| 30 Janeiro 2015   | Amesterdão            | Países Baixos    | Ziggo Dome                                             | N/A                      | N/A              |
| 1 Fevereiro 2015  | Viena                 | Áustria          | Wiener Stadthalle                                      | N/A                      | N/A              |
| 2 Fevereiro 2015  | Munique               | Alemanha         | Olympiahalle                                           | N/A                      | N/A              |
| 4 Fevereiro 2015  | Berlim                | Alemanha         | O2 World Berlin                                        | 10,660 / 11,326 (94%)    | $797,512         |
| 5 Fevereiro 2015  | Hamburgo              | Alemanha         | O2 World Hamburg                                       | 9,804 / 12,780 (77%)     | $781,132         |
| 7 Fevereiro 2015  | Frankfurt (am Main)   | Alemanha         | Festhalle Frankfurt                                    | N/A                      | N/A              |
| 10 Fevereiro 2015 | Milão                 | Itália           | Mediolanum Forum                                       | N/A                      | N/A              |
| 13 Fevereiro 2015 | Estugarda             | Alemanha         | Hanns-Martin-Schleyer-Halle                            | N/A                      | N/A              |
| 15 Fevereiro 2015 | Herning               | Dinamarca        | Jyske Bank Boxen                                       | N/A                      | N/A              |
| 17 Fevereiro 2015 | Praga                 | Chéquia          | O2 Arena                                               | N/A                      | N/A              |
| 19 Fevereiro 2015 | Zurique               | Suíça            | Hallenstadion                                          | 13,000 / 13,000 (100%)   | $1,149,070       |
| 21 Fevereiro 2015 | Cracóvia              | Polônia          | Tauron Arena Kraków                                    | N/A                      | N/A              |
| 24 Fevereiro 2015 | Londres               | Inglaterra       | The SSE Arena, Wembley                                 | N/A                      | N/A              |
| 26 Fevereiro 2015 | Liverpool             | Inglaterra       | Echo Arena Liverpool                                   | N/A                      | N/A              |
| 27 Fevereiro 2015 | Sheffield             | Inglaterra       | Motorpoint Arena Sheffield                             | N/A                      | N/A              |
| América do Sul    |                       |                  |                                                        |                          |                  |
| 16 Setembro 2015  | São Paulo             | Brasil           | Ginásio do Ibirapuera                                  | N/A                      | N/A              |
| 18 Setembro 2015  | Rio de Janeiro        | Brasil           | New City of Rock                                       | 85,000 / 85,000 (100%)   | N/A              |
| 21 Setembro 2015  | Porto Alegre          | Brasil           | Gigantinho                                             | N/A                      | N/A              |
| 25 Setembro 2015  | Buenos Aires          | Argentina        | Estadio G.E.B.A.                                       | N/A                      | N/A              |
| 27 Setembro 2015  | Córdova               | Argentina        | Orfeo Superdomo                                        | N/A                      | N/A              |
| 30 Setembro 2015  | Santiago              | Chile            | Pista Atlética del Estadio Nacional                    | N/A                      | N/A              |
| Total             | Total                 | Total            | Total                                                  | 356,804 / 368,481 (97%)  | $30,342,182      |

#### Shows cancelados
| Data             | Cidade   | País    | Local     | Razão                  |
| ---------------- | -------- | ------- | --------- | ---------------------- |
| 8 Fevereiro 2015 | Bruxelas | Bélgica | Palais 12 | Lambert estava doente. |

## Participações especiais
Queen + Adam Lambert após sua primeira apresentação no American Idol chegou a aparecer em algumas outras vezes em outros programas de TV. Em novembro de 2014 eles tocaram "Somebody to Love", com os competidores do X Factor juntando-se ao coro da música. A banda tocou duas músicas no especial de Natal do Helene Fischer mostra na televisão alemã. A primeira música foi "I Want It All" seguida de "Who Wants To Live Forever", que teve um dueto entre Lambert e Helene Fischer.
A banda tocou um concerto no especial da BBC Rock Big Ben Live, que foi transmitido ao vivo pela BBC One na véspera de Ano Novo de 2014, e Dia de Ano Novo de 2015. O concerto foi realizado a sombra do Big Ben em Westminster Central Hall, com uma pausa durante para as badaladas do Big Ben na contagem regressiva do ano novo e a queima de fogos em Londres. Quando o show voltou da pausa, o público que passou a assistir ao show chegou em 12 milhões.

## Rock in Rio
A banda se apresentou no dia 18 de setembro de 2015 para um público de 85 mil pessoas no Rock In Rio (6ª edição no Brasil) em homenagem aos 30 anos do festival. Apesar de ainda haver aqueles que tentam comparar o trabalho de Adam Lambert ao de Freddie Mercury, sua performance agradou a maioria das pessoas que assistiu ao show ao vivo ou pela TV, sendo muito elogiado nas redes sociais. O show foi considerado por muitos, inclusive por vários especialistas da indústria fonográfica e musical como o melhor dessa edição do Rock In Rio. A banda também esteve presente na edição de 2016 do Rock In Rio Lisboa, juntamente com Fergie e Mika, no dia 20 de maio de 2016.
Músicas cantadas no show:
1. One Vision
2. Stone Cold Crazy
3. Another One Bites The Dust
4. Fat Bottomed Girls
5. In The Lap Of The Gods... Revisited
6. Seven Seas Of Rhye
7. Killer Queen
8. Don't Stop Me Now
9. I Want To Break Free
10. Somebody To Love
11. Love Of My Life
12. A Kind Of Magic
13. Batalha de baterias com Roger Taylor e Rufus T. Taylor
14. Under Pressure
15. Who Wants To Live Forever
16. Last Horizon (Solo de Guitarra com Brian May)
17. The Show Must Go On
18. I Want It All
19. Radio Ga Ga
20. Crazy Little Thing Called Love
21. Bohemian Rhapsody
22. We Will Rock You
23. We Are The Champions

## Integrantes
- Brian May - guitarra e vocais (2011–atualmente)
- Roger Taylor - bateria, percussão e vocais (2011–atualmente)
- Adam Lambert - vocais (2011–atualmente)

### Músicos de turnê
- Spike Edney - teclados e vocais (2011–atualmente)
- Neil Fairclough - baixo e vocais (2011–atualmente)
- Rufus Tiger Taylor - percussão, bateria e vocais (2011–atualmente)